# Johan Peter Ericsson
Johan Peter Ericsson, född 9 mars 1806 i Östergötland, död 2 september 1853 i Stockholm, var en svensk organist och tonsättare.
Ericsson var verksam som musikdirektör och tonsättare samt som organist i Hedvig Eleonora församling i Stockholm. Han var även verksam som orgellärare vid Kungliga Musikaliska Akademiens undervisningsverk 1849-1853. Han hade själv varit elev där 1826-1828. Ericsson invaldes som ledamot nummer 318 i akademien den 15 december 1849.